# Durness
 (février 2018).
Si vous disposez d'ouvrages ou d'articles de référence ou si vous connaissez des sites web de qualité traitant du thème abordé ici, merci de compléter l'article en donnant les références utiles à sa vérifiabilité et en les liant à la section « Notes et références ».
Durness (Diùirnis en gaélique) est une vaste paroisse isolée au nord-ouest des Highlands en Écosse, comprenant le territoire situé entre la Moine à l'est (qui la sépare de la paroisse de Tongue) et la Gualin à l'ouest (la séparant d'Eddrachilis). 
Personne ne connaît avec certitude l'origine de ce nom : on le traduit parfois par "Dorainn nis" (le point des tempêtes) ou "Dhu thir nis" (la terre noire). Le nom dérive peut-être aussi de la principale ville, "Durine", qui dérive de "Dhu Rinn" (le promontoire noir, ou fertile), avec la terminaison "ness" venant du norois qui a été ajoutée au terme gaélique. La paroisse comprend un ensemble de villages plus ou moins grands, dont Kempie, Eriboll, Laid, Rispond, Ceannabeinne, Sangobeg, Lerin, Smoo, Sangomore, Durine, Balvulich, Balnakeil, Achins et Keoldale.
Durness faisait partie à l'origine de l'évêché de Caithness et à l'origine la vieille maison de Balnakeil était la résidence d'été de l'évêque. L'église de Balkaneil date d'avant les moines Culdean mais l'église, actuellement en ruine, a été construite par les moines de la cathédrale de Dornoch au XIIIe siècle (on dit également qu'ils découvrirent de l'or vers Durness mais aucune découverte n'a été faite depuis dans la région). 
La paroisse de Durness a fait pendant des siècles partie de Duibhich Mhic Aoidh, le territoire des Mackays, qui tiennent leur titre du territoire s'étendant de Melvich à l'est à Kylesku à l'ouest. On dit que le plus puissant chef des Mackay pouvait rassembler une armée de 4 000 hommes s'il le fallait.
Jusqu'à il y a 50 ans, le gaélique était la langue majoritairement pratiquée à Durness, mais aujourd'hui seule une ou deux personnes peuvent parler cette langue correctement. Cette culture présente durant des siècles se perd et aujourd'hui il n'y a plus de volonté d'enseigner le gaélique à l'école ni de faire renaître un intérêt pour cette langue. C'est d'autant plus dommage que c'est à Durness qu'est né l'un des plus grands poètes gaéliques de tous les temps en la personne de Rob Donn Calder, né à Achnacaillich en 1714 et observateur des gens de son époque.

Les principales sources d'emploi dans la région sont l'artisanat et le tourisme. C'est la plus grande ville de l'extrémité nord-ouest de l'Écosse, avec 400 habitants. Cette région se caractérise par sa densité de population la plus faible d'Europe de l'Ouest.

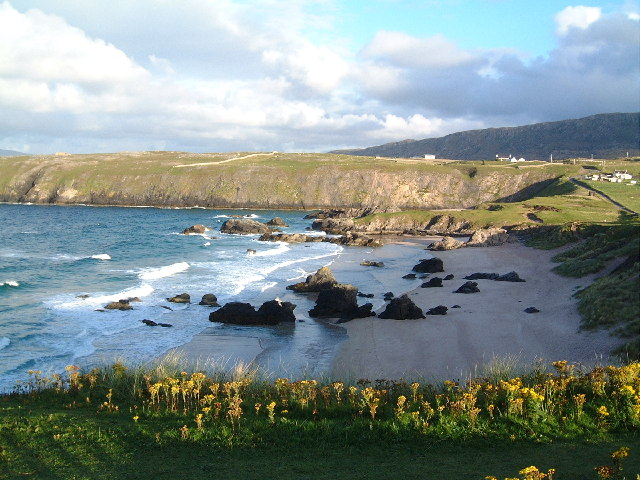
Baie de Sango